# Schwarzenberg (Schiff)
SMS Schwarzenberg (auch Fürst Schwarzenberg oder Fürst Felix Schwarzenberg) war eine österreichische Fregatte von 1853, die 1861/62 zu einer Schraubenfregatte umgebaut wurde. Im Seegefecht bei Helgoland 1864 war sie Flaggschiff des Linienschiffskapitäns Wilhelm von Tegetthoff. Benannt war sie nach Felix zu Schwarzenberg.

## Technische Daten
- Bauwerft: Arsenal, Venedig, Umbau 1861/62 Arsenal Pola
- Stapellauf: 23. April 1853, nach Umbau 11. April 1862
- Größe: 1871 t / 2656 t
- Länge: 55,20 m / 64,40 m
- Breite: 14,40 m
- Tiefgang (nach Umbau): 6,20 m
- Antrieb: als Fregatte Segel, nach Umbau Segel und Dampfmaschine
- Leistung: 400 PS
- Geschwindigkeit (als Schraubenfregatte): 11 kn
- Bewaffnung: als Segelfregatte 54 30-Pfünder, 6 60-Pfünder, als Schraubenfregatte 4 60-Pfünder, 2 glatte 15,0-cm-Geschütze, 42 30-Pfünder, 4 gezogene 24-Pfünder, ab 1866 36 glatte 30-Pfünder, 6 glatte 60-Pfünder, 4 gezogene 24-Pfünder-Hinterlader, 200 Gewehre, 100 Pistolen, 36 Revolver, 170 Säbel, ab 1876: 8 15,0-cm-Geschütze, 2 7,0-cm-Geschütze, 104 Karabiner, 24 Revolver, 28 Säbel
- Besatzung: Als Segelfregatte 557 Mann, als Schraubenfregatte zwischen 498 und 535 Mann

## Geschichte
Nach ihrer Indienststellung 1854 diente sie hauptsächlich im östlichen Mittelmeer. 1859 war  sie im Sardinischen Krieg  im Kanal von Spignon eingesetzt, 1860 zum Schutz österreichischer Interessen vor Sizilien und Neapel.
Am 17. Oktober 1861 ging sie zum Umbau ins Arsenal Pola. Nach dem Umbau diente sie unter ihrem neuen Kommandanten Tegetthoff wie zuvor im östlichen Mittelmeer und besuchte in der Zeit unter anderem Alexandria, Port Said, Jaffa, Beirut, Larnaka und Rhodos.

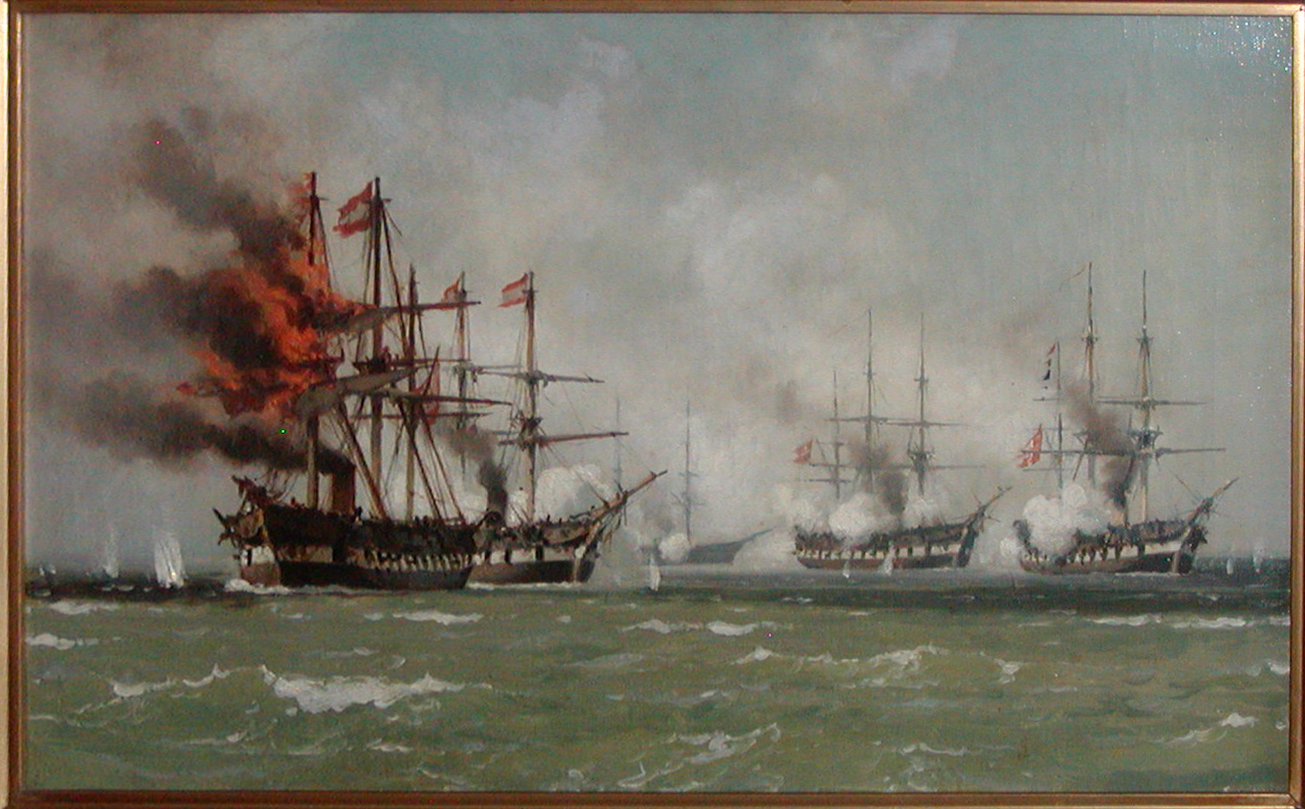
Gemälde der brennenden Schwarzenberg

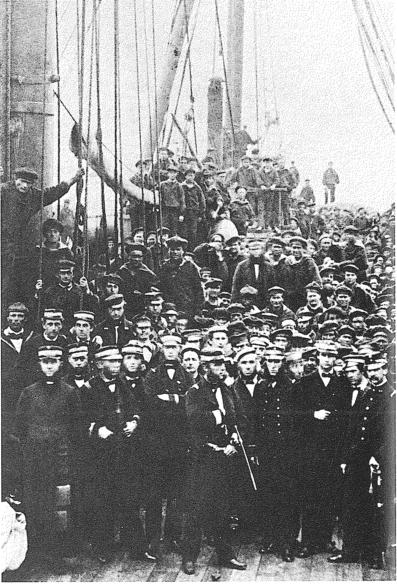
Wilhelm von Tegetthoff inmitten der Besatzung

Beim Anlaufen von Smyrna begegnete sie am 27. Februar 1864 einem Österreichischen Lloyd-Dampfer, von dem sie den Befehl zum Abmarsch in die Nordsee enthielt, um im Deutsch-Dänischen Krieg zusammen mit der Preußischen Marine gegen die Dänische Marine zu operieren. Daher wurden Anfang März auf Korfu Munition und Kohlen übernommen und anschließend über Malta und Algier Gibraltar angelaufen. Nach dem Verlassen von Gibraltar brachte die Schwarzenberg am 16. März die dänische Brigg Grethe unter Kapitän Jans Jansen auf. Sie wurde von einer Prisenbesatzung nach Pola eingebracht, wo Jansen Suizid durch Erschießen beging.
Am 4. Mai traf die Schraubenfregatte in Cuxhaven ein. Am 9. Mai nahm sie als Flaggschiff am Seegefecht bei Helgoland teil. Gegen 13:59 eröffnete sie auf 3500 m das Feuer auf dänische Einheiten, die geringste Gefechtsentfernung betrug 380 m. Durch dänische Treffer geriet der Fockmast in Brand. Das Feuer konnte nur unter größten Schwierigkeiten nach Abschluss des Gefechts gelöscht werden. Die Gefallenen wurden am 11. Mai in Ritzebüttel beigesetzt, die abgetrennten Glieder der Verwundeten in einem zusätzlichen Sarg. Am 24. Mai übernahm Max von Sterneck das Kommando. Vom 22. bis zum 30. Juli wurde in Bremerhaven gedockt und ein neuer Fockmast gesetzt. Die Schwarzenberg verblieb noch bis Anfang Oktober in der Nordsee und reiste dann nach Pola zurück, wo sie am 21. Dezember 1864 eingedockt wurde.
Der aufgrund des Brandes gekappte Fockmast wurde am 22. Mai 1864 auf Juist angetrieben und von König Georg von Hannover erworben und in Herrenhausen gelagert. 1938 sollte er für ein geplantes Marinemuseum nach Wien verbracht werden; der Verbleib ist ungeklärt.
1865 war die Schwarzenberg in der Levante erneut Flaggschiff des nunmehrigen Konteradmirals Tegetthoff. Im Februar 1866 sollte sie in Pola für eine transozeanische Reise nach Ostasien und Südamerika ausgerüstet werden, was jedoch aufgrund internationaler Spannungen unterblieb.
Am 20. Juli 1866 nahm sie unter Linienschiffskapitän Georg Milossich (andere Schreibweise Millosich) an der Seeschlacht von Lissa teil. Die Schwarzenberg gab 286 Schuss ab und erhielt neun Treffer, wodurch zwei Besatzungsmitglieder verwundet wurden.
1869 wurde sie als Hulk zum Schulschiff umgerüstet und in Pola stationiert. Sie wurde am 25. November 1890 aus der Flottenliste gestrichen und demoliert, d. h. abgewrackt.